# Rasmus Lindkvist
Per Rasmus Lindkvist (Botkyrka, 16 maggio 1990) è un calciatore svedese, difensore dell'IFK Haninge.

## Carriera

### Club
Cresciuto nelle giovanili dell'Alby, successivamente è entrato in quelle del Brommapojkarna e del Djurgården, dov'è rimasto per quattro stagioni. In vista del campionato 2009 è stato ceduto allo Skellefteå FF, in Division 1, con la formula del prestito. Nel 2010 è passato al Dalkurd, sempre in Division 1, dov'è rimasto per un triennio.
Il 12 giugno 2012, l'Östersund ha annunciato l'ingaggio di Lindkvist, a partire dal 1º gennaio 2013. Ha debuttato in Superettan in data 6 aprile, schierato titolare nel pareggio casalingo per 1-1 contro l'Assyriska. Il 29 giugno ha trovato la prima rete con questa casacca, in un altro pareggio per 1-1 contro l'Hammarby.
Il 21 gennaio 2014, i norvegesi del Vålerenga hanno reso noto l'ingaggio di Lindkvist, col giocatore che si è legato al nuovo club con un contratto triennale. Ha esordito in Eliteserien il 28 marzo, schierato titolare nella sconfitta per 2-0 maturata sul campo del Molde. Il 6 aprile ha trovato la prima rete, nel 3-1 inflitto al Bodø/Glimt. Il 21 novembre 2014, il Vålerenga ha annunciato ufficialmente di aver rinnovato il contratto di Lindkvist fino al 31 dicembre 2017. Lindkvist è rimasto in squadra fino al mese di luglio 2017, totalizzando 85 presenze e 10 reti tra tutte le competizioni.
Il 3 luglio 2017, Lindkvist ha fatto ritorno in Svezia per giocare nell'AIK: ha firmato un contratto valido fino al 31 dicembre 2020. Il 27 luglio ha giocato la prima partita in squadra, in occasione dell'andata del terzo turno di qualificazione all'Europa League: è stato impiegato dal primo minuto nel pareggio per 1-1 contro il Braga. Il 10 agosto ha esordito in Allsvenskan, schierato titolare nella sconfitta per 2-1 arrivata in casa dell'IFK Göteborg. Il 17 settembre ha trovato la prima rete nella massima divisione locale, nel 4-1 inflitto all'Halmstad. Una settimana più tardi ha realizzato una doppietta nella vittoria per 6-1 sul campo dell'Häcken.
Nell'Allsvenskan 2018, con 25 presenze di cui 18 da titolare, ha fatto parte della squadra che ha vinto il titolo nazionale. Il suo contratto, scaduto al termine del campionato 2020 in cui ha giocato 10 partite, non è stato rinnovato.
Il 10 aprile 2021 ha firmato un contratto con l'HamKam, tornando dunque a giocare in Norvegia anche se, rispetto alla precedente parentesi, questa volta scese in campo nella seconda serie nazionale. A fine anno la formazione biancoverde ha centrato la promozione in Eliteserien, con Lindkvist che ha messo a referto 25 presenze e due reti.
L'8 gennaio 2022 è stato reso noto il suo ritorno in patria, firmando un contratto biennale con il GIF Sundsvall.
Nel marzo 2024 si è accordato a parametro zero per due anni con l'Ariana FC, formazione della terza serie svedese fondata da immigrati di origine afghana.

### Nazionale
Il 5 dicembre 2017, Lindkvist ha ricevuto la prima convocazione nella Svezia da parte del commissario tecnico Janne Andersson, in vista delle partite amichevoli da disputarsi contro Estonia e Danimarca rispettivamente in data 7 e 11 gennaio 2018, ad Abu Dhabi.

## Statistiche

### Presenze e reti nei club
Statistiche aggiornate al 9 gennaio 2022.
| Stagione         | Club             | Campionato       | Campionato | Campionato | Coppe nazionali | Coppe nazionali | Coppe nazionali | Coppe continentali | Coppe continentali | Coppe continentali | Supercoppe | Supercoppe | Supercoppe | Totale | Totale |
| Stagione         | Club             | Comp             | Pres       | Reti       | Comp            | Pres            | Reti            | Comp               | Pres               | Reti               | Comp       | Pres       | Reti       | Pres   | Reti   |
| ---------------- | ---------------- | ---------------- | ---------- | ---------- | --------------- | --------------- | --------------- | ------------------ | ------------------ | ------------------ | ---------- | ---------- | ---------- | ------ | ------ |
| 2009             | Skellefteå FF    | D1               | 18         | 0          | CS              | ?               | ?               | -                  | -                  | -                  | -          | -          | -          | 18+    | 0+     |
| 2010             | Dalkurd          | D1               | 19         | 4          | CS              | ?               | ?               | -                  | -                  | -                  | -          | -          | -          | 19+    | 4+     |
| 2011             | Dalkurd          | D1               | 25         | 0          | CS              | ?               | ?               | -                  | -                  | -                  | -          | -          | -          | 25+    | 0+     |
| 2012             | Dalkurd          | D1               | 24         | 3          | CS              | ?               | ?               | -                  | -                  | -                  | -          | -          | -          | 24+    | 3+     |
| Totale Dalkurd   | Totale Dalkurd   | Totale Dalkurd   | 68         | 7          |                 | ?               | ?               |                    | -                  | -                  |            | -          | -          | 68+    | 7+     |
| 2013             | Östersund        | S                | 27         | 3          | CS              | 1               | 0               | -                  | -                  | -                  | -          | -          | -          | 28     | 3      |
| 2014             | Vålerenga        | ES               | 22         | 4          | CN              | 2               | 0               | -                  | -                  | -                  | -          | -          | -          | 24     | 4      |
| 2015             | Vålerenga        | ES               | 23         | 3          | CN              | 1               | 0               | -                  | -                  | -                  | -          | -          | -          | 24     | 3      |
| 2016             | Vålerenga        | ES               | 27         | 3          | CN              | 3               | 0               | -                  | -                  | -                  | -          | -          | -          | 30     | 3      |
| gen.-lug. 2017   | Vålerenga        | ES               | 6          | 0          | CN              | 1               | 0               | -                  | -                  | -                  | -          | -          | -          | 7      | 0      |
| Totale Vålerenga | Totale Vålerenga | Totale Vålerenga | 78         | 10         |                 | 7               | 0               |                    | -                  | -                  |            | -          | -          | 85     | 10     |
| lug.-dic. 2017   | AIK              | A                | 16         | 4          | CS              | 6               | 1               | UEL                | 2                  | 0                  | -          | -          | -          | 15     | 3      |
| 2018             | AIK              | A                | 25         | 2          | CS              | 6               | 0               | UEL                | 2                  | 0                  | -          | -          | -          | 33     | 2      |
| 2019             | AIK              | A                | 18         | 1          | CS              | 4               | 0               | UCL+UEL            | 3+3                | 0                  | -          | -          | -          | 28     | 1      |
| 2020             | AIK              | A                | 10         | 0          | CS              | 0               | 0               | -                  | -                  | -                  | -          | -          | -          | 10     | 0      |
| Totale AIK       | Totale AIK       | Totale AIK       | 69         | 7          |                 | 16              | 1               |                    | 10                 | 0                  |            | -          | -          | 95     | 8      |
| 2021             | HamKam           | 1D               | 25         | 2          | CN              | 3               | 1               | -                  | -                  | -                  | -          | -          | -          | 28     | 3      |
| 2022             | GIF Sundsvall    | A                | 0          | 0          | CS              | 0               | 0               | -                  | -                  | -                  | -          | -          | -          | 0      | 0      |
| Totale           | Totale           | Totale           | 310        | 31         |                 | 30+             | 3+              |                    | 10                 | 0                  |            | -          | -          | 350+   | 34+    |

## Palmarès

### Club

#### Competizioni nazionali
- Campionato svedese: 1

AIK: 2018
- 1. divisjon: 1

HamKam: 2021